# Aldo Borelli
Aldo Borelli (Monteleone di Calabria, 2 febbraio 1890 – Roma, 2 agosto 1965) è stato un giornalista italiano, direttore dal 1929 al 1943 del Corriere della Sera.

## Biografia

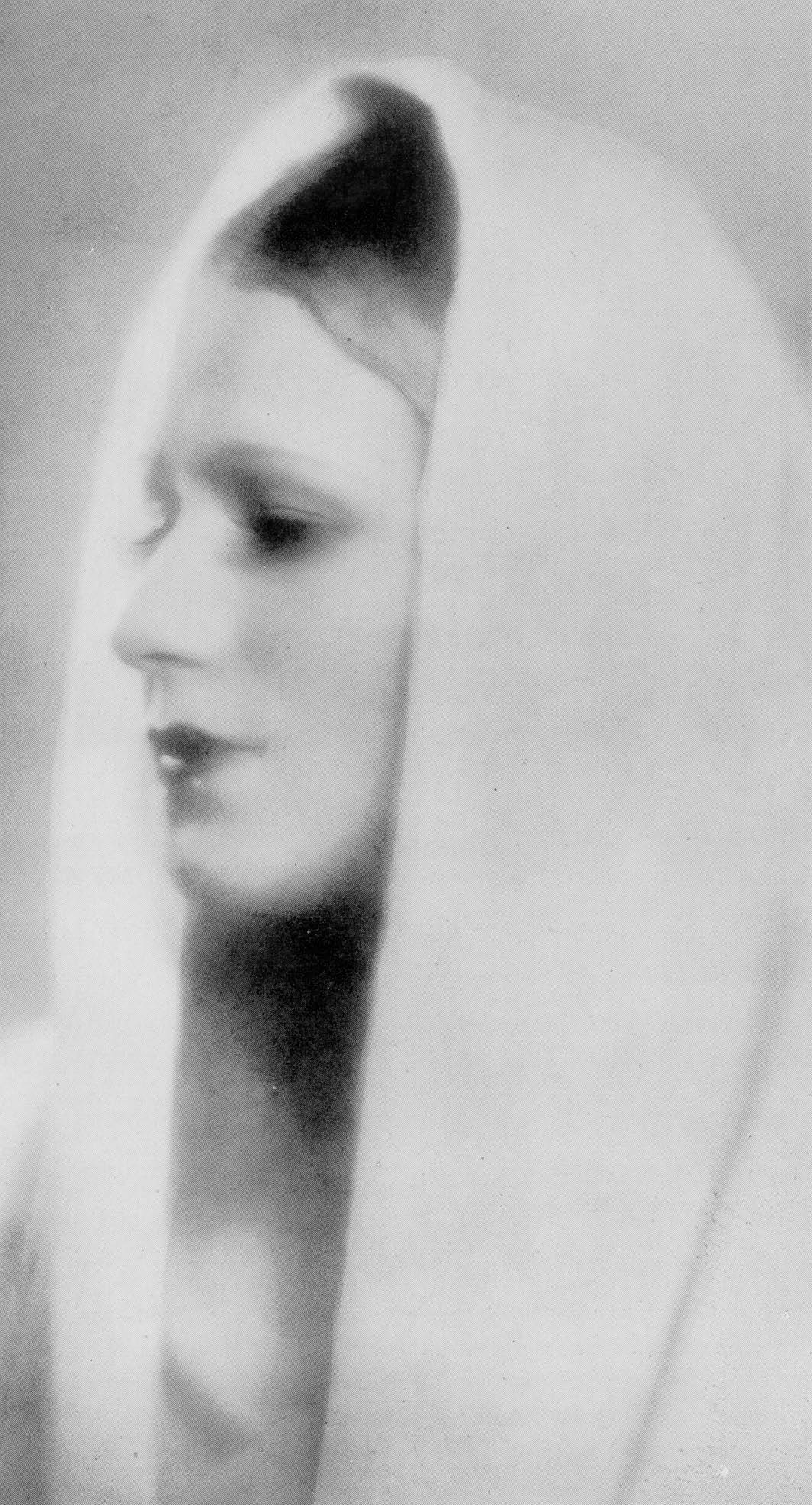
Jia Ruskaja, moglie di Borelli

Nato nel 1890 a Monteleone di Calabria, l'attuale Vibo Valentia, giornalista de Il Mattino di Napoli, Aldo Borelli nel 1915 fu nominato direttore del quotidiano fiorentino La Nazione. Come direttore della Nazione avrebbe giocato un ruolo centrale nella presa del potere del fascismo quando, su imposizione di Italo Balbo, pubblicò un'edizione straordinaria del giornale che diffuse la notizia falsa di un incontro tra Mussolini e una delegazione del re Vittorio Emanuele III.
Nel 1928 pubblicò, presso l'editore Bemporad di Firenze, nella collezione Quaderni fascisti, La diana degli spiriti,

espressione dei suoi sentimenti verso Mussolini, la cui voce (la diana appunto) a giudizio dell'autore, risvegliava gli spiriti incitandoli all'azione.
Nel 1929, lasciata la Nazione, assunse la direzione del quotidiano milanese Corriere della Sera, succedendo a Maffio Maffii.
Come direttore del Corriere si costruì l'immagine di "fascista galantuomo", sostenendo il regime ma mantenendo sempre anche una certa libertà e critica di giudizio e difendendo l'autonomia della testata. Tra i giovani che furono lanciati da Borelli vi furono: Dino Buzzati, Guido Piovene, Luigi Barzini e Indro Montanelli.
Nel 1935 sposò Jia Ruskaja, emigrata russa, danzatrice e coreografa.
Nel 1935-36 partì volontario per la campagna di Etiopia, dove si distinse ricevendo anche una croce di guerra al merito. Come direttore del "Corriere della sera" sposò con entusiasmo la campagna antisemita del regime, spronando i collaboratori ad un impegno in tal senso. Nei primi anni della seconda guerra mondiale, divenne sempre più difficile barcamenarsi tra le direttive del regime e i dispacci confidenziali che gli arrivavano dai propri corrispondenti (come Alceo Valcini da Varsavia), nei quali si faceva aperto riferimento alle atrocità compiute dai nazisti contro le popolazioni civili polacche e gli ebrei. Borelli scelse il silenzio.
Pochi giorni dopo la caduta del fascismo, a seguito del voto di sfiducia verso Mussolini, espresso dal Gran Consiglio il 25 luglio del 1943, fu costretto ad abbandonare la direzione del Corriere per essere sostituito da Ettore Janni e, poco dopo, da Ermanno Amicucci.
Tornò in attività nel 1946 al quotidiano romano Il Tempo come direttore amministrativo. Successivamente collaborò con il settimanale Epoca e con il quotidiano Il Giornale d'Italia.
Morì a settantacinque anni, nel 1965, a Roma.